# Cuexcontlán
Cuexcontlán är en ort i Mexiko.  The name comes from Náhuatl and means place of Trojas. Den ligger i kommunen Tepecoacuilco de Trujano och delstaten Guerrero, i den sydöstra delen av landet, 130 km söder om huvudstaden Mexico City. Cuexcontlán ligger 877 meter över havet och antalet invånare är 651.
Terrängen runt Cuexcontlán är huvudsakligen kuperad, men åt sydväst är den platt. Runt Cuexcontlán är det ganska glesbefolkat, med 36 invånare per kvadratkilometer. Närmaste större samhälle är Iguala de la Independencia, 12,6 km väster om Cuexcontlán. Omgivningarna runt Cuexcontlán är en mosaik av jordbruksmark och naturlig växtlighet.